# Zdobycie zamku Granaditas
Zdobycie zamku Granaditas – starcie zbrojne, które miało miejsce 28 października 1810 w trakcie Powstania w Meksyku (1810–1811).
Dnia 16 września 1810 r. Miguel Hidalgo y Costilla  wezwał ludność miasta Dolores w prowincji Guanajuato do antyhiszpańskiego powstania ludowego. Wkrótce pod jego komendą znalazło się 50 000 ludzi, którzy zajęli w krótkim czasie Guanajuato. Hiszpanie z gubernatorem Juan Antonio de Riaño schronili się wówczas w ogromnym zamku Alhóndiga de Granaditas, położonym na wysokiej skale. Słabo uzbrojeni powstańcy (broń sieczna, proce) nie byli w stanie zdobyć fortecy i ponosili olbrzymie straty podczas oblężenia. W końcu jednemu z powstańców udało się podpalić wielkie drewniane drzwi, co umożliwiło rebeliantom wdarcie się do środka fortecy. Większość załogi zamku została wymordowana a dobytek zagrabiony.
- zamek Alhondiga de Granaditas